# 5156 Golant
5156 Golant eller 1972 KL är en asteroid i huvudbältet som upptäcktes den 18 maj 1972 av den ryska astronomen Tamara Smirnova vid Krims astrofysiska observatorium på Krim. Den har fått sitt namn efter den rysk-sovjetiske fysikern Viktor Golant (1928–2008).